# Nigel Terry
Nigel Terry (Brístol, 15 de agosto de 1945 -Newquay, Cornualles, 30 de abril del 2015) fue un actor británico de cine, más conocido por el público de cine por su papel del Rey Arturo en la película de Excalibur. Sin embargo, tuvo una larga carrera en el teatro clásico.

## Trayectoria
Después de entrar en un teatro de repertorio, entró en compañías ilustres de teatro como la de Royal Shakespeare Company, en el Round House Theatre.
No sólo apareció en la película Excalibur, sino también en otras como El león en invierno, Caravaggio y Troya.

## Vida personal
Nació el 15 de agosto de 1945. Fue el primer nacido en Brístol después de la Segunda Guerra Mundial. La familia, poco después, se trasladó a Truro, donde su padre trabajaba como oficial de libertad condicional. Él ingresó a la escuela de Truro, donde desarrolló interés en la actuación y se convirtió en experto en el dibujo y la pintura. Sus padres le animaron a subir al escenario y, después de trabajar brevemente en el sector forestal y en una bomba auxiliar de gasolina, se unió al National Youth Theatre. En 1963 se matriculó en la Escuela Central de Discurso y drama de Londres, trabajando tanto en el escenario y detrás del escenario. Se unió a los jugadores Prado Oxford en 1966, trabajando inicialmente como asistente del director de escena. Después de vivir en Londres por treinta años, volvió a residir en Cornualles en 1993.